# François Basset
Pour les articles homonymes, voir Basset.
François Edmond Stéphane Marie Basset (né à Versailles le 21 novembre 1899 et mort à Mauthausen le 24 novembre 1943) est un prêtre catholique séculier français.

## Biographie
Il fut vicaire de l'église Saint-Étienne-du-Mont de Paris.
Dès 1935, il devient aumônier du Groupe catholique des lettres de la Sorbonne. En 1936, il ajoute à ses responsabilités celle d'aumônier du pèlerinage étudiant à Chartres.
En 1943, il est déporté au camp de torture Neue Bremm, puis au camp de concentration de Mauthausen.

## Hommages et postérité
Une place de Paris, qui donne sur l'église Saint-Étienne-du-Mont, porte son nom : la place de l'Abbé-Basset.